# Missione impossibile (album)
Missione impossibile è un mixtape pubblicato nel 1999 dalla Kappa Management.

## Tracce
1. DJ Gruff - Intro
2. Gente Guasta, Koolizm, Thorn, God Faders - I due emisferi
3. Lugi, Neffa - Toniimegatoni
4. Neffa - Funk a un
5. Inoki, Vicchio - Camminando sul tempo
6. Joe Cassano - Nocche dure (versione live)
7. Camelz Finezza Clic Space - Ammazza, uccidi
8. Alien Army - Battle Mode
9. DJ Gruff - Resta una missione impossibile
10. Dr. Macallicious, Sacre Scuole - Stato alterato di coscienza parte prima
11. Carri D - Disappunto generale
12. MC Thorn - Story of My Life in the Ghetto
13. 13 Bastardi - B.I.S. Tempora
14. Rawdogs/Malignant as Cancer: Enefel - Fohunit Shots
15. Danno Masito Vinch from Rome Zoo Crew - Notte cattiva
16. Celsius - Barcode
17. Flaminio Maphia - La gabbia
18. DJ Euge Outro - Scratch on Scratch